# Colombia en la clasificación de Conmebol para la Copa Mundial de Fútbol de 1974
La Selección de Colombia es una de las diez selecciones de fútbol que participaron en la Clasificación de Conmebol para la Copa Mundial de Fútbol de 1974, en la que se definieron los representantes de Conmebol para la Copa Mundial de Fútbol de 1974, que se desarrolló en Alemania Federal. 
La etapa preliminar —también denominada eliminatorias— se jugó en América del Sur, desde el 21 de junio de 1973 y finalizó el 7 de octubre de 1973. En las eliminatorias, se jugaron 4 fechas en cada grupo, con partidos de ida y vuelta.
El torneo definió cinco equipos que representaron a la Confederación Sudamericana de Fútbol en la Copa Mundial de Fútbol. Los dos mejor posicionados de cada grupo, se clasificaron directamente al mundial mientras Chile, jugó repesca intercontinental frente a la Unión Soviética.

## Participante
| Selección de fútbol de Colombia |                                   |                                   |
| Ciudad                          | Estadio                           | Entrenador                        |
| Bogotá                          | Estadio Nemesio Camacho El Campín | Todor Veselinović                 |
|                                 |                                   | Archivo:VeselinovićDTcolombia.png |
| Federación Colombiana de Fútbol |                                   |                                   |

## Proceso de clasificación
| Equipo   | Pts | PJ | PG | PE | PP | GF | GC | Dif |
| -------- | --- | -- | -- | -- | -- | -- | -- | --- |
| Uruguay  | 5   | 4  | 2  | 1  | 1  | 6  | 2  | 4   |
| Colombia | 5   | 4  | 1  | 3  | 0  | 3  | 2  | 1   |
| Ecuador  | 2   | 4  | 0  | 2  | 2  | 3  | 8  | -5  |

### Partidos

#### Primera vuelta
| Jornada   | Fecha               | Estadio           | Local    |                     | Resultado |                    | Visitante |
| --------- | ------------------- | ----------------- | -------- | ------------------- | --------- | ------------------ | --------- |
| Jornada 1 | 21 de junio de 1973 | El Campín, Bogotá | Colombia | Bandera de Colombia | 1:1       | Bandera de Ecuador | Ecuador   |
| Jornada 2 | 24 de junio de 1973 | El Campín, Bogotá | Colombia | Bandera de Colombia | 0:0       | Bandera de Uruguay | Uruguay   |

#### Segunda vuelta
| Jornada   | Fecha               | Estadio                                   | Local   |                    | Resultado |                     | Visitante |
| --------- | ------------------- | ----------------------------------------- | ------- | ------------------ | --------- | ------------------- | --------- |
| Jornada 3 | 28 de junio de 1973 | Monumental Isidro Romero Carbo, Guayaquil | Ecuador | Bandera de Ecuador | 1:1       | Bandera de Colombia | Colombia  |
| Jornada 4 | 5 de julio de 1973  | Centenario, Montevideo                    | Uruguay | Bandera de Uruguay | 0:1       | Bandera de Colombia | Colombia  |

## Estadísticas

### Convocados
Listado de jugadores que participaron en las eliminatorias para la Copa Mundial 1974.
| N.º | Nombre                          | Posición      | Clubes                 |
| --- | ------------------------------- | ------------- | ---------------------- |
|     | Pedro Zape                      | Portero       | Deportivo de Cali      |
|     | Jaime Deluque Barros            | Portero       | Junior                 |
|     | Otoniel Quintana                | Portero       | Millonarios            |
|     | Óscar Alberto Ortega            | Defensa       | Millonarios            |
|     | Jaime Rodríguez                 | Defensa       | Independiente Santa Fe |
|     | Arturo Segovia                  | Defensa       | Millonarios            |
|     | Henry Caicedo                   | Defensa       | Deportivo de Cali      |
|     | Hermenegildo Segrera            | Defensa       | Millonarios            |
|     | Carlos Gerardo "Alemán" Moncada | Defensa       | Atlético Nacional      |
|     | Luis Eduardo "Camello" Soto     | Defensa       | Millonarios            |
|     | Joaquín González                | Defensa       | Millonarios            |
|     | Domingo González                | Mediocampista | Independiente Santa Fe |
|     | Eduardo Retat                   | Mediocampista | Atlético Nacional      |
|     | Alejandro Brand                 | Mediocampista | Millonarios            |
|     | Germán González                 | Mediocampista | Cúcuta Deportivo       |
|     | Víctor Campaz                   | Delantero     | Atlético Nacional      |
|     | Ernesto Díaz                    | Delantero     | Independiente Santa Fe |
|     | Willington Ortiz                | Delantero     | Millonarios            |
|     | Jaime Morón                     | Delantero     | Millonarios            |
|     | Adolfo José "Rifle" Andrade     | Delantero     | Deportivo de Cali      |
|     | Óscar Alberto "Papi" Mejía      | Delantero     | Independiente Medellín |
|     | Saulo García                    | Delantero     | América de Cali        |
|     | Alfonso Cañón                   | Mediocampista | Independiente Santa Fe |

### Goleadores
| Jugador          | Goles anotados | Asis. | PJ |   |
| Willington Ortiz | 3              | -     | -  | - |
| ---------------- | -------------- | ----- | -- | - |